# Joseph Linke

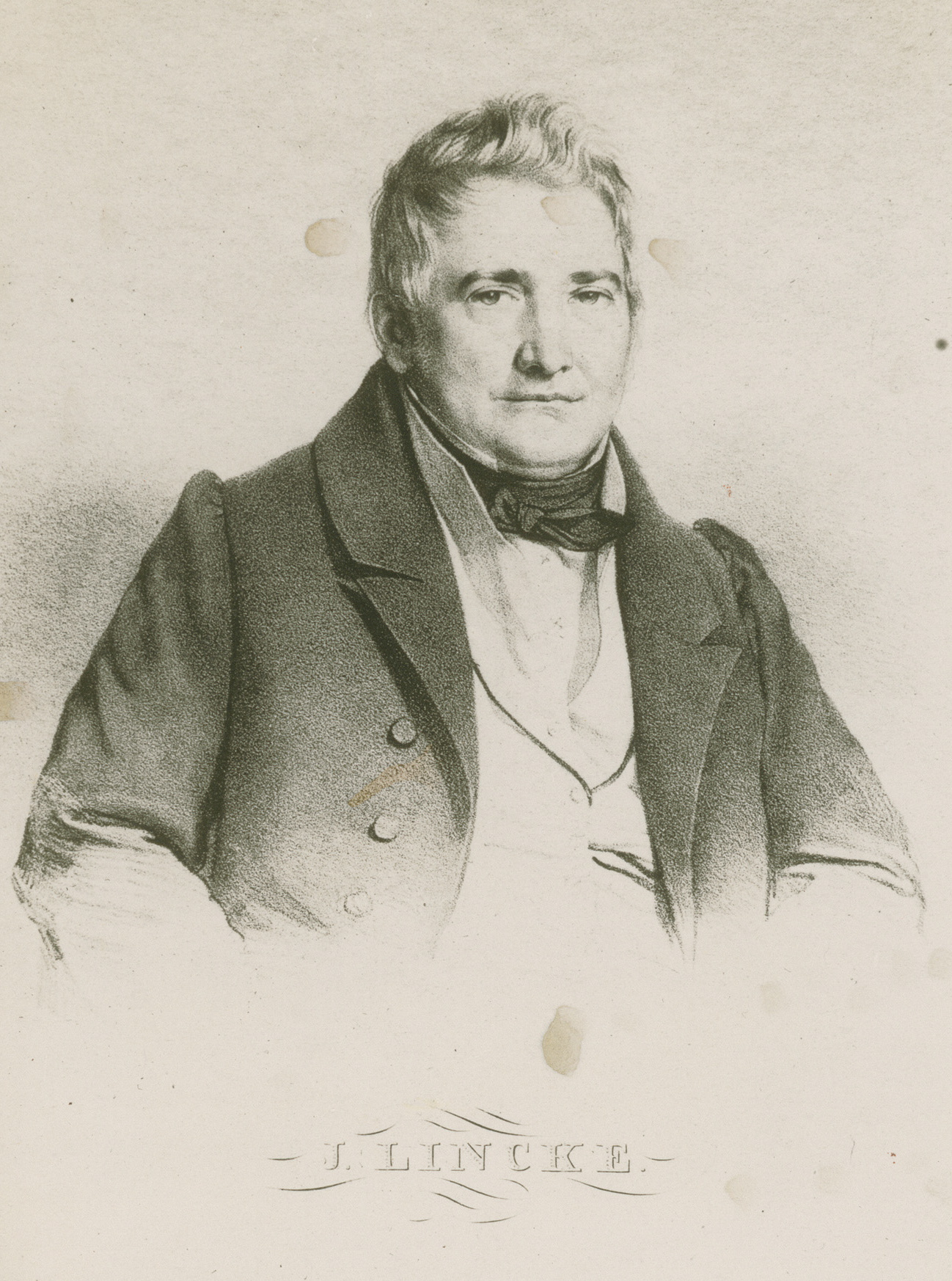
Joseph Linke, unbezeichnete Lithographie

Joseph Linke (* 8. Juni 1783 in Trachenberg; † 26. März 1837 in Wien) war ein deutsch-österreichischer Cellist und Komponist.

## Leben
Linke begann seine musikalische Laufbahn als Chorknabe in Breslau. Im Juni 1808 kam er nach Wien und wurde Mitglied des berühmten Streichquartetts von Ignaz Schuppanzigh, dem er bis zu dessen Auflösung im Jahre 1814 angehörte. Seit dieser Zeit gehörte er auch zum Freundeskreis von Ludwig van Beethoven, der zahlreiche Werke für Linke komponierte, insbesondere die Sonaten für Violoncello und Klavier in C-Dur op. 102 Nr. 1 und in D-Dur op. 102 Nr. 2. Sie sind der Gräfin Marie von Erdödy gewidmet.
1818 wurde er Solo-Violoncellist im Orchester des Theater an der Wien. Als Schuppanzigh 1823 aus Russland zurückkehrte, nahm er Linke wieder in sein neu gegründetes Quartett-Ensemble auf, für das alle der letzten Streichquartette Beethovens entstanden.
1831 wurde Joseph Linke Mitglied des Wiener Hofopernorchesters. In einem anonymen Nachruf auf Linke heißt es in der Neuen Zeitschrift für Musik:

„Er war ein genauer Freund Beethoven’s, welcher für ihn Vieles schrieb. Seine Art, dessen Compositionen vorzutragen, war auch einzig und ich hörte bis jetzt keinen Violoncellisten mit dieser Auffassung, die nach Umständen bald schmeichelnd, bald abstoßend, capriciös, leidenschaftlich etc., kurz ganz im humoristischen Erfordernisse sich äußerte und so Beethoven’s primäre Manier wiedergab.“